# 安石駅
安石駅（アンソクえき、朝鮮語: 안석역）は、朝鮮民主主義人民共和国の南浦特別市温泉郡にかつて存在した駅で、南洞線に属していた。 

## 隣の駅
南洞線
平南温泉駅 - 安石駅 - 豊井駅